# Зубур (князь)
Зубур або Зубр – князь Нітранське князівство у 1042-1044 роках. Союзник князя Моравії Бретислава I.
В середині ХІ століття територія Нітранського князівства була по черзі окупована то польськими то угорськими військами.

На короткий час, за правління князя Моравії Бретислава I, в князівстві вдалось відновити владу князя Зубура (Зубра).
Близько 1044 року угорські війська дійшли до річки Тормош, де вона впадає в річку Нітру, й вторглися на землі склавінів і богемців (Sclavi et Boemi), що протистояли нападниками за допомогою князя Моравії.
Проте, угорці зібрали великі сили і напали на Нітранське князівство. Як пише літопис: на четвертий день богеми і склавіни, під натиском мадяр, змушені були відступити і замкнулися у фортецю Нітри.
Після цього, Нітранське князівство було захоплено Арпадами. 